# 존 번 (각본가)
존 패트릭 번(영어: John Patrick Byrne, 1940년 1월 6일 ~ 2023년 11월 23일)은 스코틀랜드의 각본가이다.